# Osztopán vasútállomás
Osztopán vasútállomás egy Somogy vármegyei vasútállomás Osztopán településen, a MÁV üzemeltetésében.
Külterületen helyezkedik el, a község központjától közel két kilométerre délnyugatra; közúti elérését korábban a 6712-es útból északnak kiágazó 67 312-es számú mellékút tette lehetővé, utóbbi azonban egy ideje már önkormányzati útnak minősül.

## Vasútvonalak
Az állomást az alábbi vasútvonalak érintik:
- Kaposvár–Fonyód-vasútvonal

## Kapcsolódó állomások
A vasútállomáshoz az alábbi állomások vannak a legközelebb:
- Pamuk megállóhely (Kaposvár–Fonyód-vasútvonal)
- Somogyjád megállóhely (Kaposvár–Fonyód-vasútvonal)

## Forgalom
| Járat              | Útvonal | Gyakoriság |
| ------------------ | --- | ---------- |
| személyvonat       | Fonyód – Pusztaberény – Lengyeltóti – Tatárvár – Öreglak – Somogyvár – Pamuk – Osztopán – Somogyjád – Várda – Kaposfüred – Kapostüskevár – Kaposvár | Napi 5 pár |
| Helikon InterRégió | Győr – Győr-Gyárváros – Győrszabadhegy – Gyömöre-Tét – Szerecseny – Vaszar – Pápa – Celldömölk – Jánosháza – Sümeg – Tapolca – Balatonederics – Balatongyörök – Vonyarcvashegy – Gyenesdiás – Keszthely – Balatonszentgyörgy – Balatonberény – Balatonmáriafürdő – Balatonfenyves alsó – Balatonfenyves – Alsóbélatelep – Bélatelep – Fonyód – Lengyeltóti – Öreglak – Somogyvár – Pamuk – Osztopán – Somogyjád – Kapostüskevár – Kaposvár (hétvégén 1-2 pár tovább: – Dombóvár alsó – Sásd – Szentlőrinc – Pécs) | 2 óránként |
| Helikon InterRégió | Tapolca – Raposka – Balatonederics – Becehegy – Balatongyörök – Vonyarcvashegy – Gyenesdiás – Alsógyenes – Keszthely – Balatonszentgyörgy – Balatonberény – Balatonmáriafürdő – Balatonfenyves alsó – Balatonfenyves – Alsóbélatelep – Bélatelep – Fonyód – Lengyeltóti – Öreglak – Somogyvár – Pamuk – Osztopán – Somogyjád – Kapostüskevár – Kaposvár | Napi 1 pár |